# Street Flow
"Street Flow" (francês: Banlieusards) é um filme de drama francês dirigido por Leïla Sy e Kery James e escrito por Kery James. A trama gira em torno de Noumouké, de quinze anos, do subúrbio de Paris, que está prestes a decidir quais passos do irmão seguir - o estudante de advogado Soulaymaan ou o gângster Demba.
O filme foi lançado em 12 de outubro de 2019 na Netflix.

## Elenco
| Ator            | Personagem |
| --------------- | ---------- |
| Kery James      | Demba      |
| Jammeh Diangana | Soulaymaan |
| Bakary Diombera | Noumouké   |
| Chloé Jouannet  | Lisa       |
| Dali Benssalah  | Samir      |
| Slimane Dazi    | Ajudante   |
| Cherine Ghemri  | Sofia      |
| Ahmed Bedda     | Sahli      |
| Aïmen Derriachi | Farid      |

## Lançamento
Street Flow foi lançado em 12 de outubro de 2019 na Netflix.  Segundo a Netflix, mais de 2,6 milhões de contas assistiram ao Street Flow na primeira semana de lançamento. 

## Recepção da crítica
Jordan Mintzer, do The Hollywood Reporter, "ingênuo e altamente sutil, apresentando um conjunto misto de performances, um diálogo muito forte e uma história tão genérica que poderia ter sido escrita por um algoritmo da Netflix'. 